# Конвисар, Виктор Иванович
Виктор Иванович Конвисар (29 декабря 1905, Котельва, Харьковская губерния — 12 апреля 1992, Москва) — советский и украинский химик, педагог, доктор технических наук, профессор, заслуженный работник высшей школы УССР.

## Биография
В 1930-е годы был студентом Харьковского политехнического института, затем стал аспирантом и, в итоге, ассистентом кафедры технологии неорганических веществ. В период войны Конвисар активно занимался разработкой способа окисления аммиака повышенной концентрации с применением воздуха, обогащённого кислородом. Данный метод был использован на Чирчикском электрохимкомбинате, в результате было достигнуто повышение производительности агрегатов на 30 %. За участие в этом проекте Конвисар был награждён медалью «За доблестный труд в Великой Отечественной войне 1941—1945 гг.». По окончании войны он стал доцентом, затем — профессором. Конвисар продолжил работать в университете до последних дней жизни.
Виктор Конвисар долгое время тесно сотрудничал с Василием Атрощенко. Атрощенко был больше теоретиком, а Конвисар — скорее практиком. Будучи лёгким на подъём, Конвисар служил связующим звеном между наукой и производством. Под его руководством было защищено 15 диссертаций. Научные наработки самого Конвисара освещены в 190 трудах, авторских свидетельствах, учебниках и монографиях. Он был удостоен многих правительственных наград, в том числе звания «Заслуженный работник высшей школы УССР» и ордена «Знак почёта».
Урна с прахом захоронена в колумбарии Донского кладбища.